# 沈韫芬
沈韫芬（1933年1月29日—2006年10月31日），上海人，中国原生动物学家。1953年毕业于南京大学生物系。1960年获苏联科学院动物研究所副博士学位。曾任中国科学院水生生物研究所研究员。主持中国22个省、自治区的原生动物分类和区系研究。1995年当选为中国科学院院士。